# William Shirley

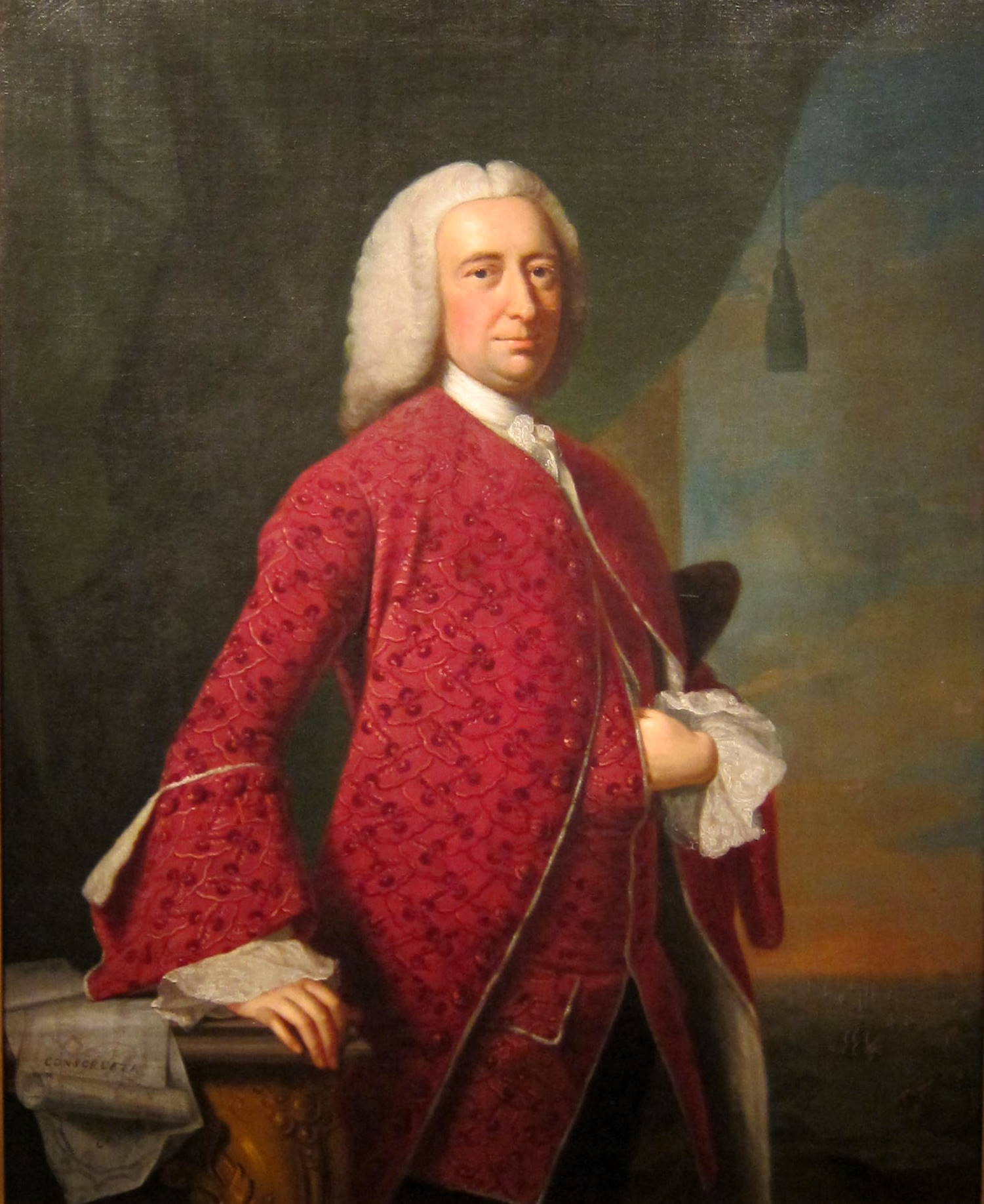
Portret Williama Shirleya (1750)

William Shirley (ur. 2 grudnia 1694, zm. 24 marca 1771) – brytyjski administrator kolonialny, który był najdłużej pełniącym obowiązki gubernatora prowincji Massachusetts Bay (1741–1749 i 1753–1756), a następnie, w latach sześćdziesiątych XVIII wieku, gubernatorem Bahamów. Odegrał ważną rolę podczas oblężenia Louisbourga w trakcie wojna króla Jerzego i w trakcie działań militarnych w okresie wojny o kolonie. Spędził większość życia na różnych stanowiskach w administracji kolonii w Ameryce Północnej dążąc do pokonania Nowej Francji, jednak brak wykształcenia wojskowego powodował liczne problemy, co w konsekwencji doprowadziło do jego upadku.
Shirley, posiadający niezłe koneksje polityczne, rozpoczął karierę w Massachusetts jako główny adwokat w sądzie admiralicji, a wkrótce wyrósł na arenie politycznej jako przeciwnik urzędującego gubernatora Jonathana Belchera. Uzyskał poparcie innych oponentów Belchera dążących do jego odwołania i w rezultacie otrzymał nominację na gubernatora Massachusetts Bay. Z powodzeniem wyciszył wewnętrzne podziały polityczne w kolonii, co pozwoliło mu zjednoczyć mieszkańców do akcji przeciwko Nowej Francji gdy w roku 1744 wybuchła „wojna króla Jerzego”. Powodzenie oblężenia Louisbourga, w czym Shirley odegrał główną rolę jako organizator, było największym sukcesem jego administracji.
Po wojnie Shirley wdał się w spory związane z pokryciem kosztów kampanii, w związku z czym w roku 1749 udał się do Anglii by rozwiązać kwestie polityczne jakie narosły przy okazji tych sporów. W Londynie został mianowany członkiem komisji brytyjsko-francuskiej, która miała wyznaczyć granice między koloniami obu państw w Ameryce Północnej, ale jego twarde, nieustępliwe stanowisko w negocjacjach przyczyniło się do ich zerwania, a jego samego zmusiło w roku 1753 do powrotu do Massachusetts.
Gdy w roku 1754 wybuchła kolejna wojna z Francuzami sprawy wojskowe zaprzątnęły ponownie uwagę Shirleya. W roku 1755 poprowadził ekspedycję dla wzmocnienia załogi i rozbudowy Fortu Oswego nad jeziorem Ontarion, a po śmierci generała Edwarda Braddocka otrzymał stopień generała-majora i został głównodowodzącym sił brytyjskich w Ameryce. Jego słabe przygotowanie od strony wojskowej wyszło na jaw podczas organizowania kampanii tego i następnego (1756) roku, co wywołało zdecydowany sprzeciw nowojorskich polityków, a w kwestiach strategicznych agenta ds. Indian, generała Williama Johnsona. W rezultacie doprowadziło to w roku 1757 do odwołania go zarówno ze stanowiska głównodowodzącego, jak i gubernatora. W okresie późniejszym był gubernatorem Bahamów, po czym wrócił do Massachusetts, gdzie zmarł.